# Aechmea froesii
Aechmea froesii là một loài thực vật có hoa trong họ Bromeliaceae. Loài này được (L.B.Sm.) Leme & J.A.Siqueira mô tả khoa học đầu tiên năm 2007.